# Carl Wilhelm Schmidt (Klavierbauer)
Carl Wilhelm Schmidt (* 20. Juni 1794 in Köthen, Fürstentum Anhalt-Köthen; † 9. Juni 1872 in Preßburg, Österreich-Ungarn) war ein deutscher Klavierbauer in Preßburg.

## Leben
Carl Wilhelm Schmidt wurde als Sohn des Bildhauers Wilhelm Schmidt und dessen Ehefrau Luise Johanna geb. Lippold in anhaltischen Cöthen geboren. Als er im Jahre 1812 genötigt wurde, in die Armee Napoleons einzutreten, floh er von Cöthen nach Wien. In Wien erlernte er das Klavierbauerhandwerk; hier begab er sich in eine zweijährige Lehre bei Joseph Wachtl, bei dem er Flügel mit Wiener und englischen Mechanismus fertigte. Im Jahre 1818 ging er nach Leipzig, wo er kürzere Zeit bei dem Musikverlag Breitkopf & Härtel (dem ältesten und damals bedeutendsten Musikverlag der Welt) arbeitete. Wien hatte ihm jedoch so beeindruckt, dass er dorthin zurückkehrte. Hier lernte er den Freund Beethovens Conrad Graf kennen, in dessen Firma er die Geschäftsleitung übernahm. Grafs Klavierwerkstatt galt als „die größte und renommirteste Wiens und des Kaiserthums“.

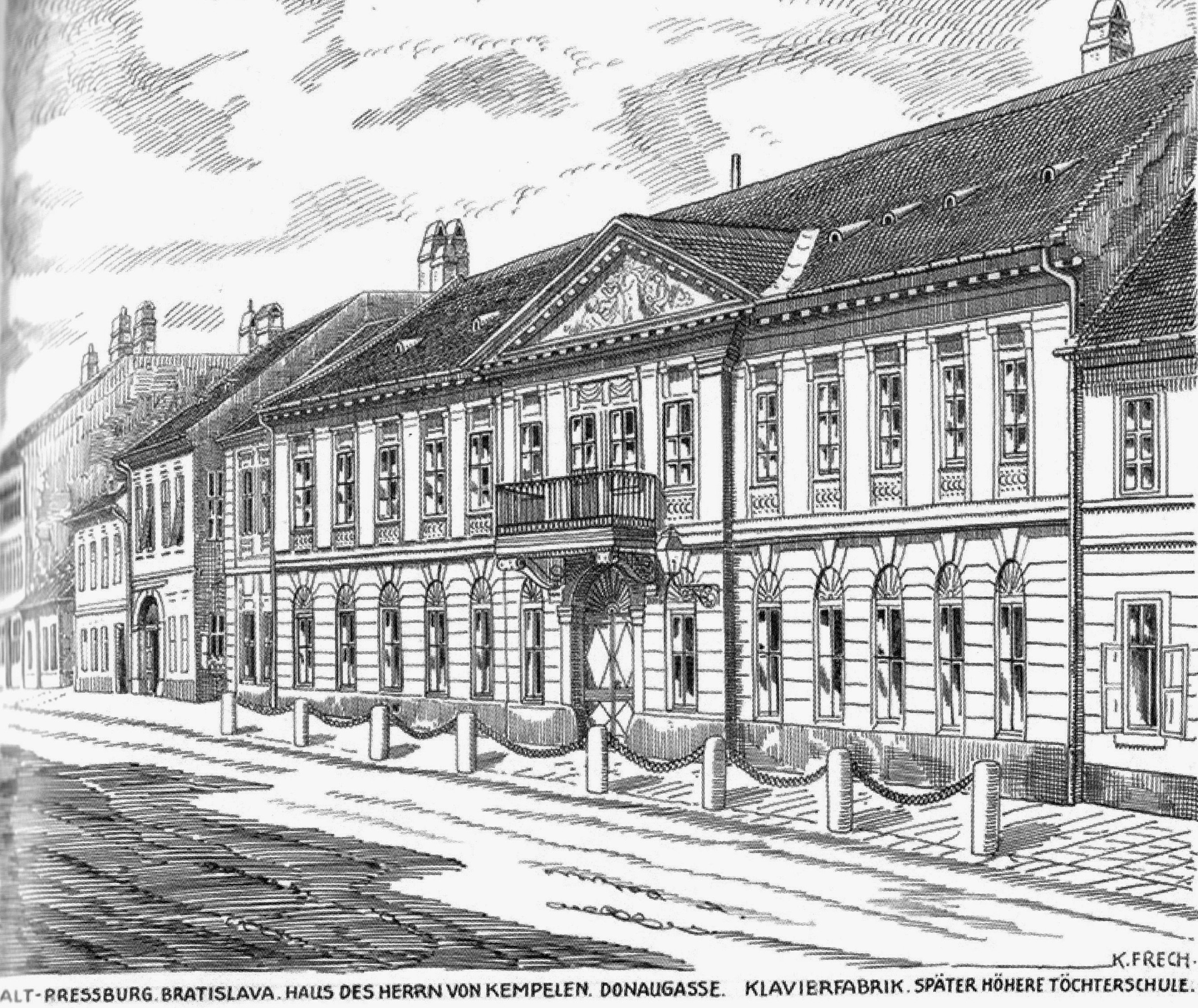
In dem ehemaligen Haus des Wolfgang von Kempelen in der Preßburger Donaugasse betrieb Carl Wilhelm Schmidt seine Klavierfabrik. (Zeichnung von Karl Frech)

Wegen einer rheumatischen Erkrankung reiste Schmidt im Jahre 1821 in das renommierte (damals) ungarische Bad Pistyan zur Kur. Auf dieser Reise lernte er Preßburg kennen, die Stadt gefiel ihm sehr und er entschloss sich, in Preßburg eine „Klaviermacherei“ zu errichten. Auf Anraten Conrad Grafs suchte er den Komponisten Heinrich Klein, einen weiteren Freund Beethovens in Preßburg auf. Dieser machte ihn mit Dr. Michael Schönbauer bekannt auf dessen Veranlassung sich Schmidt im Jahre 1822 in Preßburg niederließ. 1825 wurde er Bürger der Stadt.
Seine erste bescheidene Werkstätte eröffnete Schmidt in einem kleinen Haus der unteren Donaugasse, wo er am Anfang seiner Karriere nur mit einem Gesellen sein erstes Klavier fertigte. Dieses auf Bestellung gebaute Klavier wurde am 14. Februar 1823 fertig und wurde an Graf Leopold Pálffy geliefert, Pálffy zahlte für das Instrument 600.-- Gulden. Es ist anzunehmen, dass Heinrich Klein und Dr. Schönbauer eine vermittelnde Rolle bei dieser Transaktion spielten. Die Preßburger Zeitung schrieb in ihrer Ausgabe vom 27. Februar 1823 folgendes:
Seit einem halben Jahre befindet sich auch Herr Carl Schmidt hier. Von den berühmten Conrad Graf in Wien gebildet, wird er sich bald als Verfertiger von Klavier-Instrumenten in die Reihe der ersten Künstler stellen können. Das erste von ihm hier gebaute Fortepiano erhielt den gerechten Beifall aller Kenner; und zahlreiche Bestellungen auf dergleichen neue Instrumente mögen diesem jungen fleißigen Künstler der sicherste Beweis seyn, daß hier, wie überall, das wahrhaft Gute geschätzt und geehrt wird. Dieses erste Instrument von ihm, ist gegenwärtig im Besitze Sr. Exzellenz, des Hochgeborenen Hrn. Grafen Leopold von Pálffy, Erbobergespan des löbl. Preßburger Comitats.
Durch Empfehlung des Grafen Pálffy hatte Schmidt bald alle Hände voll zu tun. Im Jahre 1840 kaufte er das gegenüber seiner bisherigen bescheidenen Werkstätte in der Donaugasse liegende (ehemalige) Haus Wolfgang von Kempelens, sowie das Nebenhaus, er ließ beide Häuser großzügig umbauen und einrichten. In sein neues Domizil ließ er auch einen kleinen Konzertsaal einbauen, in dem die namhaftesten Künstler der Zeit ihre Konzerte gaben. Zu den bekanntesten Namen gehörten Johann Nepomuk Hummel, Sigismund Thalberg, Clara Schumann, Franz Liszt. Insbesondere Franz Liszt bevorzugte Instrumente von Schmidt. Auf seinem Lieblingsinstrument, dem Piano Op. 506, einem sechseinhalboktavigen Flügel aus Kirschbaumholz, soll er zweimal öffentlich gespielt und zur Erinnerung auch seinen Namen auf dem Instrument verewigt haben.

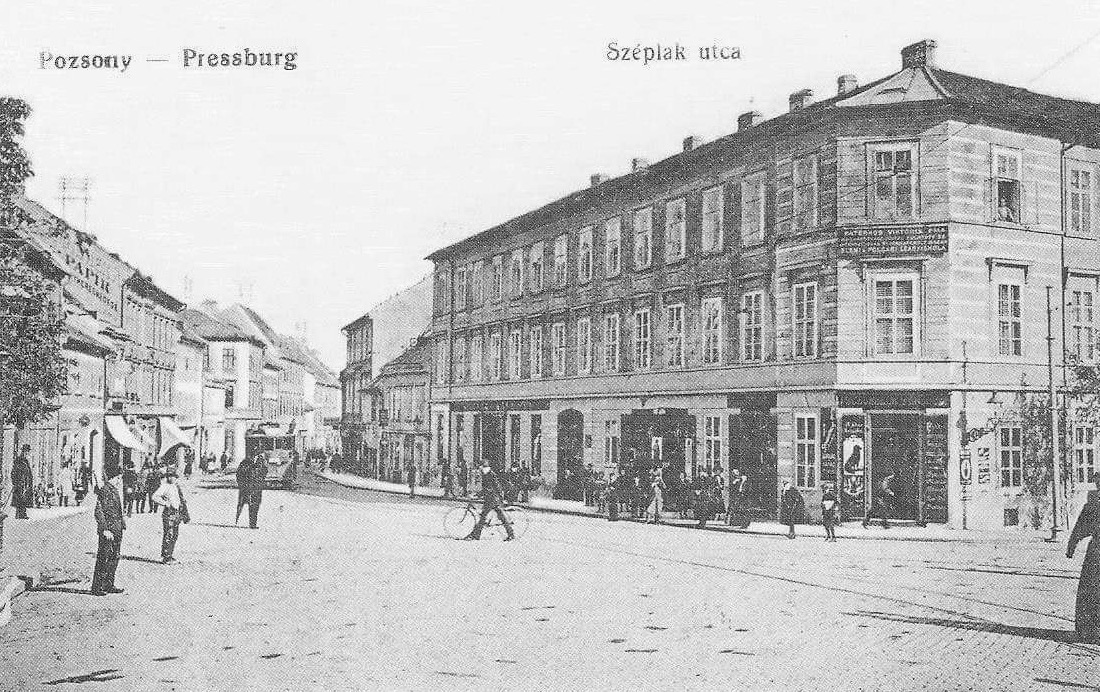
Die Schmidt'sche Klavierfabrik in der Preßburger Schöndorfer Gasse (rechts im Bild). Das Gebäude wurde erst 1900 um ein weiteres Obergeschoss erweitert. (historische Ansichtskarte um 1910)

Bis zur Geschäftsübergabe der Firma an seinem ältesten Sohn Carl Jacob Ludwig Schmidt (* 1827, † 1905) im Jahre 1859 stellte Schmidt insgesamt 1311 Klaviere mit Wiener Mechanik her. Zwischen 1830 und 1848 beschäftigte Schmidt 15 bis 20 Gesellen um die Anzahl der Bestellungen bewältigen zu können. Schmidt experimentierte auch viel mit der Mechanik seiner Klaviere und war stets bestrebt seine Erzeugnisse zu vervollkommnen. Er experimentiere auch mit dem Bau eines Aeolodicons sowie mit gepressten oder gewölbten Resonanzböden der Klaviere. Im Sommer 1846 wurde er bei der Ersten ungarischen Industrieausstellung in Pest mit einer Goldmedaille ausgezeichnet.
Am 28. Juli 1825 heiratete Schmidt Mina (Carolina) Mainelli deren Vater aus Lucca stammte. Mina war das Mündel des lutherischen Predigers und Konsistorialrates Jacob Glatz. Aus dieser durchaus glücklichen Ehe gingen 7 Kinder (vier Söhne und drei Töchter) hervor.
Im Januar 1860 übergab er aus Altersgründen das Klaviergeschäft seinem Sohne Carl Jacob Schmidt und verkaufte sein Haus in der Donaugasse. Wegen wirtschaftlicher Schwierigkeiten musste dieser jedoch 1877 den Neubau von Klavieren einstellen, er war genötigt sich auf die Reparatur von Klavieren zu beschränken. Carl Jacob Schmidt zog in das bescheidenere Gschnatl'sche Haus in der Schöndorfergasse No. 243.
Carl Wilhelm Schmidt starb am 9. Juni 1872 in Preßburg. Die Preßburger Zeitung schrieb am 11. Juni 1872 folgenden kurzen Nachruf:
Am 9. d. M. starb allhier Herr Carl Schmidt im 78. Lebensjahre, eine der schönsten Zierden von Preßburger Bürgern. Wenn wir sagen, daß es der einstige Claviermacher C. Schmidt sei, um den wir hiermit trauern, so fühlt erst der größte Theil unserer Leser, welch' Namen von Sang und Klang wir ausgesprochen, und Alle stimmen wohl mit tierbewegter Freude in uneren Nachruf ein: "Schlaf in die Seligkeit, Du friedlich Entschlafener!"
Seine sterblichen Überreste wurden am evangelischen Gaistor-Friedhof in Preßburg zur letzten Ruhe gebettet.
Von den Schmidt'schen Klavieren blieben nur wenige der Nachwelt erhalten. Ein Hammerklavier Op. 869 aus dem Jahre 1846 befindet sich heute im Zipser Museum in Marksdorf. Ein weiteres Instrument – ein Hammerklavier Op. 1216 – befindet sich in Kunitachi College in Tokio.

## Nachkommen
Der Theologe und Senior der Deutschen Evangelischen Kirchengemeinde A.B. zu Preßburg Carl Eugen Schmidt war ein Enkel von Carl Wilhelm Schmidt.